# لو كلينتون
لو كلينتون (بالإنجليزية: Lou Clinton) هو لاعب كرة قاعدة أمريكي، ولد في 13 أكتوبر 1937 في بونكا سيتي في الولايات المتحدة، وتوفي في 6 ديسمبر 1997 في ويتشيتا في الولايات المتحدة.

## وصلات خارجية
- لو كلينتون على موقعبيزبول رفرنس.كوم (الدوري الرئيسي) (الإنجليزية)
- لو كلينتون على موقعبيزبول رفرنس.كوم (الدوري الثانوي) (الإنجليزية)